# Cerano (Brindisi)
Cerano is een plaats (frazione) in de Italiaanse gemeente Brindisi.